# 雪乡国家森林公园
雪乡国家森林公园位于中华人民共和国黑龙江省牡丹江市海林市长汀镇，又名双峰林场，归大海林重点国有林管理局（又叫大海林林业局）管理，而大海林林业局又直属于黑龙江森林工业总局。雪乡是国家4A级旅游风景区，景区通常被称为中国雪乡，位于长白山脉张广才岭与老爷岭交汇地带，由于贝加尔湖冷空气与日本海暖湿气流，加之当地较高海拔的抬升作用，降雪频繁，雪期长，积雪深。
2018年发布的大数据分析显示雪乡景区拥有中国冰雪旅游景区最高的预定量。

## 景区特色

### 住宿
当地住宿有酒店，还有如木屋、热炕等的特色住宿。临近林场住宿价格明显低于当地。临近的永安林场的赵家大院发生过雪乡宰客事件。

### 饮食
当地雪乡菜肴以当地居民自己种植、采集或养殖的素材为主，以炖、炒、酱、烤等烹调方法烹饪制成。具有当地特色的有雪乡八大炖、雪乡八大炒、雪乡八大熘、雪乡八大炝等。其中《舌尖上的中国·第二季》介绍了“雪乡八大炖”。

### 游玩
当地一年有长达7个月的降雪期，雪量大、雪质粘，年平均降雪量达到2.6米，最高曾经达到4米，形成了丰富多样的雪景。此外，当地广袤的原始森林中有多样动植物品种，加之高山与河流，使得当地适宜科学考察、动植物观赏、野外探险、宿营等活动。其余的景观还包括林区内发现的古代城墙、第二次国共内战和抗日战争遗迹等，留待进一步开发开放。

### 其它
景区曾为《爸爸去哪儿》的取景地，并因此提升了知名度。2014年天然林砍伐禁令后，雪乡全面转向旅游业。
当地禁止买卖带壳的瓜子，以避免破坏雪景。

## 景区交通
景区至哈尔滨有270-280公里车程，单程5.5小时左右；至牡丹江有180公里车程；景区与吉林市、牡丹江市、哈尔滨市有直达班车来往。距离景区附近的机场有牡丹江机场、哈尔滨太平国际机场等。

## 争议

### 雪乡宰客事件
2017年12月29日，微信公众号一木木上发表文章《雪乡的雪再白也掩盖不掉纯黑的人心！别再去雪乡了！》，讲述了作者一行游览雪乡遭遇旅店欺诈以及恶意宰客的经过。随后网上流传出宰客视频，视频中导游谩骂威胁乘客购买套票。29日，大海林林业旅游局发布声明，宣布介入调查；2018年1月3日，大海林林业旅游局公布调查结果，处罚并勒令整改涉事民宿，称宰客仅是个案，但却又声称对原消息中不实部分将走法律途径解决。调查结果一经公布，随即形成网络舆论热点，网友多对此持负面态度，并引发网络以及媒体等对宰客、地域歧视、东北营商环境等相关话题的讨论。该事件还引起中国国家发改委回应，发改委称政府应维护好营商环境以及消费者权益。